# Dagmar Richter
Dagmar Richter (* 1961) ist eine deutsche Juristin und Hochschullehrerin für deutsches und ausländisches öffentliches Recht, Völkerrecht und Verfassungsgeschichte der Neuzeit. Gegenwärtig hat sie einen Lehrauftrag am Europa Institut der Universität des Saarlandes inne.

## Vita
Richter studierte Rechtswissenschaften an der Universität Heidelberg und am Max-Planck-Institut für ausländisches öffentliches Recht und beendete das Studium mit dem Abschluss der ersten juristischen Prüfung. Nach dem Ablegen der zweiten juristischen Prüfung am OLG Stuttgart, arbeitete sie für die Hochschule für Verwaltungswissenschaften Speyer. Im Jahr 1998 promovierte sie an der Universität Heidelberg zum Thema „Die Ansprüche der neuen Bundesländer auf aufgabengerechte Vermögensausstattung und Vermögensrestitution“. 2005 habilitierte sie sich bei Helmut Steinberger mit dem Thema Sprachenordnung und Minderheitenschutz im schweizerischen Bundesstaat und bekam die Lehrbefugnis für deutsches und ausländisches öffentliches Recht, Völkerrecht und Verfassungsgeschichte der Neuzeit. Nach zahlreichen Lehrstuhlvertretungen lehrt sie momentan als Prof. apl. an der Universität Heidelberg, am Europa Institut an der Universität des Saarlandes sowie als Professorin am und Mitglied im Institut für Rechtswissenschaften polnischen Akademie der Wissenschaften.

## Forschungsschwerpunkte
Richters Forschungsschwerpunkte liegen im Bereich des Völkerrechts, insbesondere der Menschenrechte, dem internationalen Minderheitenschutz und Antidiskriminierungsrecht. Zudem ist Richter rechtvergleichend im deutschen und schweizerischen öffentlichen Recht tätig.

## Publikationsauswahl
- Die Ansprüche der neuen Bundesländer auf aufgabengerechte Vermögensausstattung und Vermögensrestitution (Diss.), Reihe „Föderalismus-Studien“ Bd. 11, 1998 (359 Seiten).
- Verfassungsrechtliche Wege zur Rettung der Weimarer Republik: Die Vortragsnotiz aus der Wehrmachtsabteilung des Reichswehrministeriums betreffend Vorgehen gegen den Reichstag vom 20. Januar 1933, 1998 (78 Seiten).
- Die Berücksichtigung des Geschlechts bei der Vergabe und Schaffung öffentlicher Ämter in der Wissenschaft, – Eine bereichsbezogene Theorie der Gegensteuerung im Einwirkungsbereich von deutschem und europäischem Recht, Beiheft 14 (Sonderheft) zur Zeitschrift „Wissenschaftsrecht“, 2000 (98 Seiten).